# Iasmos
Iasmos (tiếng Hy Lạp: ?) là một khu tự quản ở vùng Đông Makedonías-Thrace, Hy Lạp. Khu tự quản Iasmos có diện tích 485 km², dân số theo điều tra ngày 18 tháng 3 năm 2001 là 14851 người.